# 4002 Shinagawa
4002 Shinagawa eller 1950 JB är en asteroid i huvudbältet, som upptäcktes 14 maj 1950 av den tyske astronomen Karl Wilhelm Reinmuth i Heidelberg. Den har fått sitt namn efter japanen Seishi Shinagawa.
Asteroiden har en diameter på ungefär 9 kilometer.